# Adolf Olland
Adolf Georg Olland (Utrecht, 13 aprile 1867 – L'Aia, 22 luglio 1933) è stato uno scacchista olandese.

## Biografia
È stato il più forte giocatore olandese nel periodo precedente a Max Euwe.
Principali risultati:
- 1889:   =1º ad Amsterdam (Hauptturnier)
- 1891:   2º a Utrecht, dietro a Rudolf Loman
- 1895:   =1º ad Arnhem
- 1899:   2º ad Amsterdam dietro a Henry Atkins [1]
- 1900:   2º a Monaco di Baviera, dietro a Rudolf Swideriski
- 1901:   1º ad Haarlem
- 1909:  vince il primo Campionato olandese a Leida
- 1912:   4º a Stoccolma (vinse Alexander Alekhine)
- 1913:   3º a Scheveningen (vinse Alekhine)
- 1920:   3º a Utrecht (vinse Géza Maróczy)
- 1923:   16º nel torneo di Scheveningen (vinsero Spielmann e Johner)

Morì per un attacco cardiaco mentre stava giocando a L'Aia nel campionato olandese del 1933.